# Selección de fútbol de Timor Oriental
La selección de fútbol de Timor Oriental es el equipo representativo del país en las competiciones oficiales. Su organización está a cargo de la Federación de Fútbol de Timor Oriental, perteneciente a la AFC.
En los últimos años, su participación internacional levantó críticas por parte de las selecciones opuestas, debido a la inclusión numerosa de jugadores brasileños que no cumplen los criterios de nacionalización. El 16 de octubre de 2015, Palestina presentó una denuncia ante la FIFA tras empatar a uno con Timor Oriental, que había alineado a siete futbolistas de origen brasileño contrario al reglamento.

## Historia
La Federación de Fútbol de Timor Oriental fue fundada en 2002. En marzo de 2003, la selección juega su primer partido internacional y participa por primera vez en un torneo internacional en la Copa Tigre 2004, siendo eliminada en primera fase.
Desde que jugó su primer partido, en 2003, no ganó hasta el 5 de octubre de 2012, cuando goleó 5-1 a Camboya en Rangún, Birmania. Luego de apabullar a Camboya, la selección no paró de mejorar, ya que luego de eso le ganó 3-1 a Laos y de no ser por Brunéi que le ganó 2-1 a Timor Oriental hubiese clasificado al campeonato del sudeste de Asia de 2012, ya que con un empate clasificaba, luego para el campeonato del sudeste de Asia 2014 solo pudo ganarle a Brunéi por 4-2, y para la del 2016 perdió sus 3 partidos.
Para la clasificación al Mundial de Rusia 2018, Timor Oriental apabullo a su similar de Mongolia por 4-1 como local y remato 0-1 como visitante, dejando a la débil selección de Mongolia eliminada, a pesar de perder 0:10 ante la Arabia Saudita y 0-8 con los Emiratos Árabes Unidos, pudo sacar 2 notorios empates ante Malasia y Palestina, selecciones ampliamente superiores a la de Timor Oriental, y rumbo a la Copa Asiática Emiratos Árabes 2019, perdió 3-0 sus dos partidos ante Malasia y tuvo que esperar al perdedor entre Camboya y China Taipéi que resultó ser China Taipéi tras empatar 2-2 como local y perder 2-0 como visitante, a pesar de las buenas actuaciones de Timor Oriental en previos partidos, no pudo ganarle a su similar de China Taipéi perdiendo 2-1 ambos partidos, en ambos jugó como local China Taipéi ya que el estadio de Timor Oriental no estaba en buen estado.

## Estadísticas

### Copa Mundial de Fútbol
| Copa Mundial de Fútbol | Copa Mundial de Fútbol | Copa Mundial de Fútbol | Copa Mundial de Fútbol | Copa Mundial de Fútbol | Copa Mundial de Fútbol | Copa Mundial de Fútbol | Copa Mundial de Fútbol |
| Año                    | Ronda                  | J                      | G                      | E                      | P                      | GF                     | GC                     |
| ---------------------- | ---------------------- | ---------------------- | ---------------------- | ---------------------- | ---------------------- | ---------------------- | ---------------------- |
| 1930 - 1974            | Parte de Portugal      | Parte de Portugal      | Parte de Portugal      | Parte de Portugal      | Parte de Portugal      | Parte de Portugal      | Parte de Portugal      |
| 1978 - 2002            | Parte de Indonesia     | Parte de Indonesia     | Parte de Indonesia     | Parte de Indonesia     | Parte de Indonesia     | Parte de Indonesia     | Parte de Indonesia     |
| 2006                   | No participó           | No participó           | No participó           | No participó           | No participó           | No participó           | No participó           |
| 2010                   | No clasificó           | No clasificó           | No clasificó           | No clasificó           | No clasificó           | No clasificó           | No clasificó           |
| 2014                   | No clasificó           | No clasificó           | No clasificó           | No clasificó           | No clasificó           | No clasificó           | No clasificó           |
| 2018                   | No clasificó           | No clasificó           | No clasificó           | No clasificó           | No clasificó           | No clasificó           | No clasificó           |
| 2022                   | No clasificó           | No clasificó           | No clasificó           | No clasificó           | No clasificó           | No clasificó           | No clasificó           |
| 2026                   | No clasificó           | No clasificó           | No clasificó           | No clasificó           | No clasificó           | No clasificó           | No clasificó           |
| 2030                   | Por disputarse         | Por disputarse         | Por disputarse         | Por disputarse         | Por disputarse         | Por disputarse         | Por disputarse         |
| Total                  | 0/23                   | -                      | -                      | -                      | -                      | -                      | -                      |

### Copa Asiática
| Copa Asiática | Copa Asiática      | Copa Asiática      | Copa Asiática      | Copa Asiática      | Copa Asiática      | Copa Asiática      | Copa Asiática      |
| Año           | Ronda              | J                  | G                  | E                  | P                  | GF                 | GC                 |
| ------------- | ------------------ | ------------------ | ------------------ | ------------------ | ------------------ | ------------------ | ------------------ |
| 1976 - 2000   | Parte de Indonesia | Parte de Indonesia | Parte de Indonesia | Parte de Indonesia | Parte de Indonesia | Parte de Indonesia | Parte de Indonesia |
| 2004          | No clasificó       | No clasificó       | No clasificó       | No clasificó       | No clasificó       | No clasificó       | No clasificó       |
| 2007          | No participó       | No participó       | No participó       | No participó       | No participó       | No participó       | No participó       |
| 2011          | No participó       | No participó       | No participó       | No participó       | No participó       | No participó       | No participó       |
| 2015          | No participó       | No participó       | No participó       | No participó       | No participó       | No participó       | No participó       |
| 2019          | No clasificó       | No clasificó       | No clasificó       | No clasificó       | No clasificó       | No clasificó       | No clasificó       |
| 2023          | Descalificado      | Descalificado      | Descalificado      | Descalificado      | Descalificado      | Descalificado      | Descalificado      |
| 2027          | Por disputarse     | Por disputarse     | Por disputarse     | Por disputarse     | Por disputarse     | Por disputarse     | Por disputarse     |
| Total         | 0/18               | -                  | -                  | -                  | -                  | -                  | -                  |

## Torneos regionales

### Campeonato de Fútbol de la ASEAN
| Campeonato de Fútbol de la ASEAN | Campeonato de Fútbol de la ASEAN | Campeonato de Fútbol de la ASEAN | Campeonato de Fútbol de la ASEAN | Campeonato de Fútbol de la ASEAN | Campeonato de Fútbol de la ASEAN | Campeonato de Fútbol de la ASEAN | Campeonato de Fútbol de la ASEAN |
| Año                              | Ronda                            | J                                | G                                | E                                | P                                | GF                               | GC                               |
| -------------------------------- | -------------------------------- | -------------------------------- | -------------------------------- | -------------------------------- | -------------------------------- | -------------------------------- | -------------------------------- |
| 1996                             | No existía la selección          | No existía la selección          | No existía la selección          | No existía la selección          | No existía la selección          | No existía la selección          | No existía la selección          |
| 1998                             | No existía la selección          | No existía la selección          | No existía la selección          | No existía la selección          | No existía la selección          | No existía la selección          | No existía la selección          |
| 2000                             | No existía la selección          | No existía la selección          | No existía la selección          | No existía la selección          | No existía la selección          | No existía la selección          | No existía la selección          |
| 2002                             | No existía la selección          | No existía la selección          | No existía la selección          | No existía la selección          | No existía la selección          | No existía la selección          | No existía la selección          |
| 2004                             | Fase de grupos                   | 4                                | 0                                | 0                                | 4                                | 2                                | 18                               |
| 2007                             | No clasificó                     | No clasificó                     | No clasificó                     | No clasificó                     | No clasificó                     | No clasificó                     | No clasificó                     |
| 2008                             | No clasificó                     | No clasificó                     | No clasificó                     | No clasificó                     | No clasificó                     | No clasificó                     | No clasificó                     |
| 2010                             | No clasificó                     | No clasificó                     | No clasificó                     | No clasificó                     | No clasificó                     | No clasificó                     | No clasificó                     |
| 2012                             | No clasificó                     | No clasificó                     | No clasificó                     | No clasificó                     | No clasificó                     | No clasificó                     | No clasificó                     |
| 2014                             | No clasificó                     | No clasificó                     | No clasificó                     | No clasificó                     | No clasificó                     | No clasificó                     | No clasificó                     |
| 2016                             | No clasificó                     | No clasificó                     | No clasificó                     | No clasificó                     | No clasificó                     | No clasificó                     | No clasificó                     |
| 2018                             | Fase de grupos                   | 4                                | 0                                | 0                                | 4                                | 4                                | 19                               |
| 2020                             | Fase de grupos                   | 4                                | 0                                | 0                                | 4                                | 0                                | 13                               |
| 2022                             | No clasificó                     | No clasificó                     | No clasificó                     | No clasificó                     | No clasificó                     | No clasificó                     | No clasificó                     |
| 2024                             | Fase de grupos                   | 4                                | 0                                | 0                                | 4                                | 3                                | 18                               |
| Total                            | 4/15                             | 16                               | 0                                | 0                                | 16                               | 9                                | 68                               |

## Últimos partidos y próximos encuentros
Actualizado al último partido jugado el 10 de junio de 2025
| Fecha      | Ciudad       | Local          | Resultado | Visitante      | Competición                      |
| ---------- | ------------ | -------------- | --------- | -------------- | -------------------------------- |
| 08-11-2022 | Seri Begawan | Brunéi         | 0:1       | Timor Oriental | Clasificación Copa AFF 2022      |
| 12-10-2023 | Kaohsiung    | China Taipéi   | 4:0       | Timor Oriental | Clasificación Copa Mundial 2026  |
| 17-10-2023 | Kaohsiung    | Timor Oriental | 0:3       | China Taipéi   | Clasificación Copa Mundial 2026  |
| 05-09-2024 | Gianyar      | Timor Oriental | 4:1       | Mongolia       | Clasificación Copa Asiática 2027 |
| 10-09-2024 | Ulán Bator   | Mongolia       | 2:0       | Timor Oriental | Clasificación Copa Asiática 2027 |
| 08-10-2024 | Seri Begawan | Brunéi         | 0:1       | Timor Oriental | Clasificación Copa AFF 2024      |
| 15-10-2024 | Chonburi     | Timor Oriental | 0:0       | Brunéi         | Clasificación Copa AFF 2024      |
| 08-12-2024 | Hanói        | Timor Oriental | 0:10      | Tailandia      | Copa AFF 2024                    |
| 11-12-2024 | Kuala Lumpur | Malasia        | 3:2       | Timor Oriental | Copa AFF 2024                    |
| 14-12-2024 | Nha Trang    | Timor Oriental | 0:3       | Singapur       | Copa AFF 2024                    |
| 17-12-2024 | Nom Pen      | Camboya        | 2:1       | Timor Oriental | Copa AFF 2024                    |
| 20-03-2025 | Al Khor      | Líbano         | 4:0       | Timor Oriental | Partido amistoso                 |
| 25-03-2025 | Dusambé      | Tayikistán     | 1:0       | Timor Oriental | Clasificación Copa Asiática 2027 |
| 10-06-2025 | Darwin       | Timor Oriental | 1:0       | Maldivas       | Clasificación Copa Asiática 2027 |

## Récord ante otras selecciones
Actualizado al 10 de junio de 2025.
| Rival          | J  | G  | E | P  | GF | GC  | GD   | Conf. |
| -------------- | -- | -- | - | -- | -- | --- | ---- | ----- |
| Arabia Saudita | 2  | 0  | 0 | 2  | 0  | 17  | −17  | AFC   |
| Brunéi         | 12 | 4  | 1 | 7  | 16 | 25  | −9   | AFC   |
| Camboya        | 10 | 1  | 2 | 7  | 18 | 24  | −6   | AFC   |
| China Taipéi   | 6  | 0  | 0 | 6  | 3  | 17  | −14  | AFC   |
| Filipinas      | 8  | 1  | 0 | 7  | 5  | 19  | −24  | AFC   |
| Hong Kong      | 2  | 0  | 0 | 2  | 3  | 11  | −8   | AFC   |
| Indonesia      | 6  | 0  | 0 | 6  | 2  | 21  | −19  | AFC   |
| Laos           | 7  | 1  | 0 | 6  | 9  | 18  | −9   | AFC   |
| Líbano         | 1  | 0  | 0 | 1  | 0  | 4   | −4   | AFC   |
| Malasia        | 6  | 0  | 1 | 5  | 3  | 16  | −13  | AFC   |
| Maldivas       | 1  | 1  | 0 | 0  | 1  | 0   | +1   | AFC   |
| Mongolia       | 4  | 3  | 0 | 1  | 9  | 4   | +5   | AFC   |
| Birmania       | 4  | 0  | 1 | 3  | 2  | 7   | −5   | AFC   |
| Nepal          | 4  | 0  | 2 | 2  | 3  | 9   | −6   | AFC   |
| Palestina      | 2  | 0  | 1 | 1  | 1  | 8   | −7   | AFC   |
| Singapur       | 1  | 0  | 0 | 1  | 0  | 3   | −3   | AFC   |
| Sri Lanka      | 1  | 0  | 0 | 1  | 2  | 3   | −1   | AFC   |
| Tailandia      | 4  | 0  | 0 | 4  | 0  | 27  | −27  | AFC   |
| Tayikistán     | 1  | 0  | 0 | 1  | 0  | 1   | −1   | AFC   |
| UAE            | 2  | 0  | 0 | 2  | 0  | 9   | −9   | AFC   |
| Total          | 84 | 11 | 8 | 65 | 77 | 243 | −167 | -     |

## Entrenadores
- Ricardo Whitaker (2003)[13]
- Ivan Čengić (2003)[14]
- José Luís (2004–2006)[15][16]
- Joao Paulo Pereira (2007)[17][18]
- Pedro Correia de Almeida (2008)[19][20][21][22]
- Pedro Correia de Almeida (2010)[23]
- Antônio Carlos Vieira (2011–2012)[24][25]
- Emerson Alcántara (2012–2014)[26]
- Antônio Carlos Vieira (2014–2015)[27]
- Fábio Magrão (2015)[28][16]
- Fernando Alcântara (2015–2016)[29][30]
- Fábio Magrão (2016)[31]
- Simón Elissetche (2017–2018)[32]
- Norio Tsukitate (2018–2019)[33]
- Fabiano Flora (2019)[34]
- Fábio Magrão (2021–2022)[35][36]
- Gopalkrishnan Ramasamy (2022)[37]
- Park Sun-tae (2023–2024)[38]
- Simón Elissetche (2024-presente)[1]

## Uniformes
| Local 1950s | Local 2004  | Local 2005  | Visita 2005 | Local 2007  |
| Visita 2007 | Local 2008  | Visita 2008 | Local 2011  | Visita 2011 |
| Local 2012  | Visita 2012 | Local 2013  | Local 2014  | Visita 2014 |
| Local 2017  | Visita 2017 |             |             |             |

## Jugadores

### Más goles
| Pos. | Nombre            | Goles | Apariciones | Promedio | Periodo       |
| ---- | ----------------- | ----- | ----------- | -------- | ------------- |
| 1    | Rufino Gama       | 7     | 21          | 0.33     | 2016–presente |
| 2    | Murilo de Almeida | 6     | 7           | 0.86     | 2012–2014     |
| 3    | Quito             | 4     | 15          | 0.27     | 2010–2016     |
| 3    | Anggisu Barbosa   | 4     | 30          | 0.13     | 2008–2016     |
| 5    | Adélio Guterres   | 3     | 4           | 0.75     | 2006–2007     |
| 5    | Alan Leandro      | 3     | 5           | 0.6      | 2012          |
| 5    | Emilio da Silva   | 3     | 12          | 0.25     | 2004–2012     |
| 5    | Henrique Cruz     | 3     | 25          | 0.12     | 2015–presente |
| 5    | Adelino Trindade  | 3     | 27          | 0.11     | 2010–presente |
| 5    | Mouzinho          | 3     | 10          | 0.3      | 2019–presente |

### Más apariciones
| #   | Nombre          | Apariciones | Goles | Periodo   |
| --- | --------------- | ----------- | ----- | --------- |
| 1.  | Anggisu Barbosa | 27          | 6     | 2008–2019 |
| 2.  | José Fonseca    | 23          | 0     | 2010–2020 |
| 3.  | Ade             | 19          | 3     | 2010–     |
| 3.  | Nando           | 19          | 0     | 2011–2017 |
| 5.  | Ary             | 18          | 3     | 2002–2012 |
| 6.  | Filipe          | 17          | 0     | 2015–     |
| 7.  | Ebi             | 16          | 0     | 2007–2014 |
| 7.  | Diogo Rangel    | 16          | 0     | 2012–2016 |
| 9.  | Quito           | 15          | 7     | 2012–2018 |
| 10. | Adi             | 14          | 0     | 2013–     |
| 10. | Eric            | 14          | 0     | 2002–2011 |
| 10. | Alfredo Esteves | 14          | 1     | 2002–2008 |
| 10. | Nataniel Reis   | 14          | 0     | 2014–     |
| 10. | Henrique        | 14          | 0     | 2015–     |

### Última convocatoria
| No. | Pos. | Jugador            | Fecha de nacimiento (edad)         | Apa. | Goles | Club                 |
| --- | ---- | ------------------ | ---------------------------------- | ---- | ----- | -------------------- |
| 1   | POR  | Georgino Mendonça  | 16 de marzo de 2002 (23 años)      | 4    | 0     | Life FC              |
| 12  | POR  | Junildo            | 4 de junio de 2003 (22 años)       | 17   | 0     | Assalam              |
| 20  | POR  | Natalino Soares    | 25 de diciembre de 2000 (24 años)  | 1    | 0     | Karketu Dili         |
|     |      |                    |                                    |      |       |                      |
| 2   | DEF  | Almerito           | 24 de septiembre de 1993 (31 años) | 2    | 0     | Ponta Leste          |
| 3   | DEF  | Ricardo Bianco     | 15 de enero de 2006 (19 años)      | 2    | 0     | Ponta Leste          |
| 4   | DEF  | Francisco da Costa | 15 de abril de 1995 (30 años)      | 6    | 0     | Assalam              |
| 5   | DEF  | João Panji         | 2 de marzo de 2003 (22 años)       | 18   | 0     | Assalam              |
| 21  | DEF  | Amancio Araujo     | 26 de abril de 2002 (23 años)      | 0    | 0     | Emmanuel             |
| 23  | DEF  | Anizo Correia      | 23 de mayo de 2003 (22 años)       | 15   | 0     | Ponta Leste          |
|     |      |                    |                                    |      |       |                      |
| 8   | MED  | Claudio Osorio     | 26 de septiembre de 2002 (22 años) | 8    | 0     | Karketu Dili         |
| 14  | MED  | Kornelis Nahak     | 12 de enero de 2001 (24 años)      | 7    | 0     | SLB Laulara          |
| 15  | MED  | Tiago da Costa     | 13 de abril de 1999 (26 años)      | 9    | 0     | Lalenok United       |
| 16  | MED  | Freteliano         | 9 de agosto de 2004 (20 años)      | 9    | 0     | Emmanuel             |
| 17  | MED  | Mário Quintão      | 18 de febrero de 2004 (21 años)    | 9    | 0     | Emmanuel             |
| 18  | MED  | Filomeno Junior    | 21 de junio de 1998 (26 años)      | 24   | 0     | SLB Laulara          |
| 19  | MED  | Luís Figo          | 17 de abril de 2005 (20 años)      | 5    | 0     | Ponta Leste          |
|     |      |                    |                                    |      |       |                      |
| 6   | DEL  | Vabio Canavaro     | 25 de enero de 2007 (18 años)      | 0    | 0     | SLB Laulara          |
| 7   | DEL  | Elias Mesquita     | 27 de marzo de 2002 (23 años)      | 18   | 0     | Indera               |
| 9   | DEL  | Olagar Xavier      | 18 de mayo de 2003 (22 años)       | 13   | 1     | Master 7             |
| 10  | DEL  | João Pedro         | 24 de junio de 1998 (26 años)      | 22   | 7     | Angkor Tiger         |
| 11  | DEL  | Mouzinho           | 26 de abril de 2022 (3 años)       | 12   | 3     | Igalo 1929           |
| 13  | DEL  | Alexandro Bakhito  | 1 de junio de 2006 (19 años)       | 2    | 0     | SLB Laulara          |
| 23  | DEL  | Zenivio            | 22 de abril de 2005 (20 años)      | 15   | 1     | Tanjong Pagar United |

## Clasificación FIFA
| AÑO/MES | Enero       | Febrero     | Marzo       | Abril       | Mayo        | Junio       | Julio       | Agosto      | Septiembre  | Octubre     | Noviembre   | Diciembre   |
| ------- | ----------- | ----------- | ----------- | ----------- | ----------- | ----------- | ----------- | ----------- | ----------- | ----------- | ----------- | ----------- |
| 2006    | -           | -           | -           | -           | -           | -           | -           | -           | -           | -           | 198.º (0)   | 198.º (0)   |
| 2007    | 199.º (0)   | 199.º (0)   | 199.º (0)   | 199.º (0)   | 199.º (0)   | 199.º (0)   | 199.º (0)   | 199.º (0)   | 200.º (0)   | 200.º (0)   | 201.º (0)   | 201.º (0)   |
| 2008    | 201.º (0)   | 202.º (0)   | 202.º (0)   | 202.º (0)   | 200.º (0)   | 199.º (0)   | 199.º (0)   | 200.º (0)   | 200.º (0)   | 200.º (0)   | 198.º (9)   | 197.º (9)   |
| 2009    | 198.º (9)   | 198.º (9)   | 198.º (9)   | 198.º (9)   | 198.º (9)   | 198.º (9)   | 199.º (9)   | 199.º (9)   | 199.º (9)   | 198.º (9)   | 200.º (4)   | 200.º (4)   |
| 2010    | 200.º (4)   | 200.º (4)   | 200.º (4)   | 200.º (4)   | 200.º (4)   | -           | 200.º (4)   | 200.º (4)   | 201.º (4)   | 201.º (3)   | 201.º (3)   | 201.º (3)   |
| 2011    | 201.º (3)   | 201.º (3)   | 201.º (3)   | 200.º (3)   | 200.º (3)   | 202.º (3)   | 202.º (3)   | 202.º (3)   | 201.º (3)   | 201.º (3)   | 203.º (2)   | 205.º (2)   |
| 2012    | 205.º (2)   | 204.º (2)   | 204.º (2)   | 204.º (2)   | 204.º (2)   | 205.º (2)   | 204.º (2)   | 205.º (2)   | 205.º (2)   | 206.º (2)   | 187.º (52)  | 182.º (52)  |
| 2013    | 182.º (52)  | 185.º (52)  | 186.º (52)  | 186.º (52)  | 186.º (52)  | 185.º (52)  | 182.º (52)  | 183.º (52)  | 182.º (52)  | 193.º (26)  | 189.º (26)  | 190.º (26)  |
| 2014    | 190.º (26)  | 190.º (26)  | 191.º (26)  | 191.º (26)  | 191.º (26)  | 192.º (26)  | 192.º (26)  | 193.º (26)  | 193.º (26)  | 182.º (51)  | 185.º (51)  | 185.º (51)  |
| 2015    | 185.º (51)  | 187.º (51)  | 185.º (51)  | 152.º (151) | 151.º (151) | 146.º (151) | 165.º (130) | 163.º (130) | 163.º (130) | 170.º (118) | 162.º (155) | 170.º (127) |
| 2016    | 170.º (127) | 170.º (127) | 170.º (127) | 175.º (110) | 175.º (110) | 177.º (106) | 185.º (84)  | 186.º (84)  | 183.º (80)  | 186.º (74)  | 191.º (64)  | 191.º (64)  |
| 2017    | 191.º (64)  | 194.º (53)  | 194.º (53)  | 195.º (52)  | 195.º (52)  | 196.º (51)  | 196.º (42)  | 196.º (42)  | 192.º (40)  | 192.º (42)  | 196.º (32)  | 191.º (44)  |
| 2018    | 191.º (44)  | 191.º (44)  | 190.º (44)  | 190.º (44)  | 190.º (44)  | 190.º (45)  | 196.º (861) | 190.º (912) | 190.º (909) | 191.º (910) | 196.º (900) | 196.º (900) |
| 2019    | -           | 196.º (900) | -           | 195.º (900) | -           | 200.º (879) | 201.º (879) | -           | 199.º (879) | 198.º (879) | 196.º (879) | 196.º (879) |